# 南俠展昭
《南俠展昭》（英語：The Conspiracy of the Eunuch）是香港電視廣播有限公司製作的古裝武俠電視劇，全劇共20集，監製蕭顯輝，主演伍衛國、鄧萃雯、曾偉權、陳佩珊、黎漢持、洪朝豐、崔嘉寶、羅君左，本劇根據古典名著《三俠五義》南俠展昭故事改編。於1993年11月7日海外發行，1994年12月12日在翡翠台播出。

## 演員表
- 伍衛國 飾 展昭
- 曾偉權 飾 白玉堂
- 鄧萃雯 飾 范缇
- 黎漢持 飾 包拯
- 陳佩珊 飾 藍纓
- 羅君左 飾 王朝
- 潘文柏 飾 馬漢
- 洪朝豐 飾 郭槐
- 崔嘉寶 飾 太後
- 駿雄 飾 盧方
- 陳榮峻 飾 韓彰
- 鄧兆尊 飾 皇帝
- 麥子雲 飾 李將軍
- 王维德 飾 宋蔣軍
- 黃曉民 飾 郭子忠
- 李海生 飾 西夏大王
- 何壁堅 飾 宋大臣
- 陳狄克 飾 赤焰老祖